# Johann Christoph Meurer (Theologe)
Johann Christoph Meurer (* 13. Juni 1668 in Stuttgart; † 31. März 1740 in Stendal) war ein deutscher Generalsuperintendent in Stendal.

## Leben
Johann Christoph Meurer wurde als Sohn des Johann Ulrich Meurer (* 29. Oktober 1641 in Besigheim; † 22. März 1693 in Stuttgart), der als Superintendent und Pastor in Stuttgart tätig war, und dessen Ehefrau Anna Margretha geb. Epplen (* 1652; † 1697) geboren. Sein Bruder Johann Ulrich Meurer (* 1673; † unbekannt) ging 1699 nach London (England) und wurde dort Arzt. Seine weiteren Geschwister waren Johann Friedrich Meurer (* 1674; † unbekannt), Anne Margarethe Meurer (* 1676; † 1768), Magdalene Christine Meurer (* 1577; † 1750) und Gottfried Adam Meurer (* 1681; † 1724).
Johann Christoph Meurer besuchte das Fürstliche Gymnasium in Stuttgart, dazu erhielt er noch Privatunterricht. Am 13. Oktober 1687 immatrikulierte er sich bei dem Theologieprofessor Georg Heinrich Keller an der Universität in Tübingen. 1689 erhielt er an der philosophischen Fakultät die Magisterwürde. Im Anschluss besuchte er verschiedene Universitäten und bereiste hierzu Jena, Altdorf und Leipzig, schrieb sich dort jedoch nicht ein, sondern suchte offensichtlich nur Kontakt zu den Gelehrten. Am 26. Oktober 1691 schrieb er sich an der Universität Halle ein. Hier hörte er die philosophischen und juristischen Vorlesungen von Christian Thomasius; vermutlich machte er auch bereits die Bekanntschaft mit Joachim Justus Breithaupt, den ersten Direktor des im August 1691 neu gegründeten Theologischem Seminar. Am 6. Mai 1692 immatrikulierte er an der Universität Wittenberg unter dem Rektorat des Geschichtsprofessors Georg Kaspar Kirchmaier. Bereits drei Tage später, am 9. Mai 1692, gab es eine Disputation unter dem Präses Johann Deutschmann. Die Disputation wurde als Johann Christoph Meurers erste Schrift veröffentlicht. Während dieses Studiums unternahm er eine Bildungsreise nach Helmstedt, von dort aus nach Rostock und Greifswald, reiste nach Kiel und dann nach Belgien und Holland. Im Ausland traf er mit den Theologen Hermann Witsius und Hermann Alexander Roell zusammen.
Nach der feierlichen Eröffnung der Universität Halle kehrte er dorthin zurück und disputierte im August 1694 öffentlich unter dem ersten Prorektor Johann Wilhelm Baier. Anschließend blieb er in Halle und hielt als Magister legens verschiedene Collegia, da er durch eine öffentliche Disputation das Recht erworben hatte, an einer Universität Vorlesungen zu halten. Er unterhielt nun auch engere Kontakte zu Joachim Justus Breithaupt, der ihn eventuell an die pietistische Glaubensvorstellung heranführte, denn Johann Christoph Meurer setzte sich später für die Besetzung vakanter Ämter mit Pietisten ein.
1695 wurde Johann Christoph Meurer zum Prediger in Wolmirstedt berufen. Dieses Amt bekleidete er bis 1700, dann erhielt er die Berufung zum Adjunkt und Amtsnachfolger des Generalsuperintendenten der Altmark und Prignitz, Daniel Bernhardi. Im gleichen Jahr wurde er in Halle Lizenziat und erwarb am 30. Juni 1700 den theologischen Doktorgrad mit seiner unter Joachim Justus Breithaupt verteidigten Inauguraldisputation De adoptionis Spiritu.
Verbunden mit der Generalsuperindentur war die Stendaler Inspektion und das Pastorat. Aufgrund dieser Aufgabenvielfalt wurde dringend ein Adjunkt zur Entlastung des Generalsuperintendenten benötigt. Das Gleiche traf auf das Pastorat und die Inspektion in Tangermünde zu, für die nach dem Tod des am 30. März 1704 verstorbenen Predigers Adrian Belcov ein geeigneter Nachfolger gesucht wurde. Der von Meurer vorgeschlagene pietistische Prediger Christoph Matthäus Seidel (* 1668; † 1723) wurde nicht aus seinem Amt als Pfarrer im altmärkischen Schönberg entlassen, so dass er selbst das vakante Pastorat und die Inspektion in Tangermünde neben seinem eigentlichen Amt mit übernahm. Erst 1708 wurde Seidel nach Tangermünde berufen.
1707 wurde Meurer nach Daniel Bernhardis Tod dessen Nachfolger als Generalsuperintendent der Altmark und Prignitz sowie Pastor Primarius an der Domkirche in Stendal sowie Inspektor der dortigen Inspektion. Im gleichen Jahr führte er den bisherigen Konrektor Johann Christian Füssel in das Rektorat in Tangermünde ein, Konrektor wurde Johannes Gansauge.
Mit der Berufung von Christoph Matthäus Seidel nach Tangermünde wurde auch die Verbindung zwischen ihnen beiden enger. Meurer schrieb die Vorrede zu Seidels 1710 veröffentlichter Schrift Eine kurze und leichte METHODE Oder Lehr-Vortrag bey den DEISTEN, einer Übersetzung von Charles Leslies (* 1650; † 1722) Short and easy method with the deists. In dieser Vorrede polemisierte er gegen die Deisten, die Gottes allmächtige Schöpfung und Erkenntnis leugneten und alles der Natur zuschrieben, in Wirklichkeit also Skeptiker und Atheisten seien.
Meurer stand auch mit Johann Albrecht Bengel, einem Hauptvertreter der deutschen Pietisten, in Briefverbindung.
Meurer stellte das Altmärkisch- und Prignitzische neueingerichtete Gesang-Buch zusammen, das 1734 in erster Auflage in Stendal erschien und bis zum Ende des 19. Jahrhunderts ca. 30 Auflagen erlebte. An der Erstellung zu diesem Gesangbuch war Germanus Lüdke beteiligt, der als Archidiakon am Dom in Stendal tätig war. In seiner Vorrede zu dem Gesangbuch betonte Johann Christoph Meurer, dass er sich bemüht habe, nur die Lieder Luthers und der „reinen“ evangelischen Lehre beizubehalten und von den neuen Liedern keine aufzunehmen, die sich nicht bewährt hätten bzw. von den Lehrern der evangelischen Kirche befürwortet wurden, „... die Ordnung und Abtheilung des Gesangbuches an sich selbst, ist dergestalt eingerichtet, daß man mehr auf die Einfalt und Erbauung gesehen, als auf die Accuratesse: weil man bey solcher Art Bücher auf kein Systema Acromaticum zu reflectieren hat ...“.
Nach seinem Tod folgte ihm Johann Rudolph Nolten in das Amt, der 1741 zum Generalsuperintendenten ernannt wurde.
Johann Christoph Meurer heiratete 1712 Juliana Regina Hazler.

## Schriften
- Spiritu scrutatore divinitatis doctore ac ductore peri tēs tōn pneumatōn dokimasias ad 1. epist. cathol. Joanneae cap. IV. vers. 1-7 exercitatio theologica. Wittenberg, University, Diss., 1692 (Digitalisat).
- Auspicio Divino Rectore Johanne Wilhelmo Bajero Ministrum Evangelicum Rite Vocatum. Halle, University, Diss., 1694 (Digitalisat).
- Ministrum Evangelicum Rite Vocatum. Halae Magdeburgicae: Salfeldianis, 1694 (Digitalisat).
- Cynosura disputantium, sive selecta disputandi methodus. Hala 1694 (Digitalisat).
- Peri Tu Tys Hyiothesias Pneumatos Seu De Adoptionis Spiritu, ex Paulinis Verbis ad Romanos C. VIII,14, 15, 16, seqq: & ad Galatas C. IV,6. &c. Schediasma. Halae Zeitlerus Rostock Universitätsbibliothek Halle, Saale 1700 (Digitalisat).
- Programma Inaugurale. Rectore Fridericianae Magnificentissimo, Serenissimo Principe Ac Domino, Dn. Friderico Wilhelmo, Marchione Brandenburgico Ex Collegii Theologici Decreto, Eiusdem h.t. Decanus Joach. Iustus Breithaupt, S. Th. D. Prof. P. Ad Disputationem Inauguralem Dn. M. Joh. Christophori Meureri Auditores Omnium Ordinum solenniter invitat : P.P. d. XXIX. Iun. a. MDCC. [S.l.], 1700 (Digitalisat).
- Diss. de praecipuis Scholarum aevi nostri naevis. Stendaliae 1702
- Des Ehe-Standes Würde Bey Ehelicher Einsegnung Herrn Petri Kalckberners, Königl. Preuß. und Chur-Fürstl. Brandenburg. Inspect. der Kirchen und Schulen des andern Holtz-Creyses im Herzogthum Magdeburg und Pastoris in Merseburg, Mit Frauen Barbara Cordula von Lauter, Seligen Herrn Johann Paul Astmanns Hinterlassenen Frau Wittiben, Den 15. April. 1704. in gedachtem Berlin einfältig aus Sprüch. Sal. XIIX,12. betrachtet von Philipp Jacob Spenern D. Königl. Consist. Rath und Probsten. Berlin Salfeld Berlin 1704
- Tabulae synopticae, quibus thetica praecipuo locorum theologicorum compendii hutteriani exhibentur, praemissa est Isagoge in theologiam catecheticam nec non praefatio Joann. Christophori Meureri. Helmstadii : J.M. Sustermannus, 1705..
- Onomastēria Viri Summe Reverendi, Amplissimi atque Excellentissimi Domini Joh. Christophori Meureri, SS. Th. D. in Marchia veteri Superintendentis Generalis in Tangræmundensi Diœcesi Antistitis, ad D. Nicolai apud Stendalienses, & ad D. Stephani apud Tangræmundenses Pastoris vigilantissimi, Cum Luce 24. Iunii An. Sal. reparatae MDCCV. D. Joh. Bapt. memoriæ dicata rediissent, Hoc tenui poemate prosequenda, suo satisfacturus officio duxit Observantissimus Tanti Nominis cultor Joachimus Rüdel, SS. Theol. & Philos. Studiosus. Helmstadi[i] Hammius Helmstedt [1705].
- Isagoge historica generalis s. idea paediae historicae. Stendal, 1706.
- De studio luiguarum Hebraeae atque Graecae in scholis sancti diligentiusque colendo. Stendaliae : Joh. am Ende, (1707)
- Academia Lipsiensis Rediviva, Sive Monumenta Iubilaei Secularia, nempe: 1. Oratio in tunc temporis Rectoris Magnifici Dn. D. Christophori Meureri commendationem a Dn. D. Christophoro Brunone habita. 2. Panegyricus Secularis. 3. Senarii Numerales X, ad An. MDCIX. pro Iubilaei memoria. 4. Privilegia huius Academiae ab Imperatore Romano Carlo V. an. 1548. renovata 5. Quator Conciones Germanicae ob Iubilaeum habitae. Lipsiae: Officina Grossio-Brauniana, 1709.
- Eine kurtze und leichte Methode oder Lehr-Vortrag bey den Deisten, so mans mit ihnen zu thun hat: worinnen die Gewißheit der christlichen Religion durch untrügliche Beweißthümer erwiesen wird. Leipzig; Stendal Campe 1710.
- Paraenesis De Pietate ac Disciplina Cum Literarum Studio In Scholis Hoc Tempore Praecipue Excolenda Tuendaque, Juvante Deo, Ad Nobilissimos Consules ac Spectatissimos Senatores Ecclesiæ Scholæque Metropoleos Palæomarchicæ Stendaliensis post Scholæ examen Publicum ac solenne D. XV. M. Martii [M]DCCXII dicta, Iisdemque dicata & consecrata a Jo. Chr. Meurero. Standaliae Am Ende Stendal [1712].
- Prælectione Theologicas In Gratiam Juventutis Scholasticæ Superiorum in Schola Metropolitana Classium continuandas, nec non Usui S. S. Theologiæ Culturum, in primis S. S. Ministerii Ecclesiastici Scholasticique Candidatorum, publico consecratum Collegium trinum denuo indicit Jo. Christoph. Meurerus, S. Th. D. (P.P. Stendaliae die 14. Februarii Anni MDCCXX.). Stendal Am Ende (1720)
- Opuscula Sacra Prætoriana Selecta : Seu B. M. Stephani Prætorii, Patoris Neo-Soltquellensis, cet. Lilium Convallium, Luscinia Cantatrix, Rosa Nobilis, Cantabrica; Sacrarum Amoeniorumque Litterarum Cultoribus Ingenuis Consecrata. Göttingen Niedersächsische Staats- und Universitätsbibliothek Salzwedel Soltquellæ Christian Schuster 1724.
- De Summa Ac Idea Theologiae Moralis : Epistolae Ad Titum Paulinae C. II, 11, 12 sqq. Stendaliae: Ende, 1727.
- Memoriam Augustanae Confessionis A.C. MD D. XXV. Juni[i] Exhibitae Jubilaeo Seculari Secundo Celebrandam Ac Oratione Seculari Instaurandam, In Templo Cathedrali A.D. XXVI. Juni[i] Hor. IIX. Matutina Stendaliae, Indicit Jo. Christophorus Meurerus. Stendaliae : Am Ende, 1730.
- Dissertatio Juridica De Tutela Legitima Irregulari, Matri Et Aviae Competente. Erfordiae : Hering, 1736.
- Daß wahre gläubige Christen Per Aspera Ad Astra, Durch viel Trübsal ins Reich Gottes eingehen müssen, Ist in einer Stand- und Trauer-Rede; Welche, Alß der entseelte Cörper des Weyland Hoch-Edlen und Hoch-Wolgelahrten Herren, Herrn Gotthilff Friederich Knackrüggen, Wolbestalten Senatoris bey einem Hoch-ansehnlichen Rahts-Collegio hieselbst, Des Hoch-Edel-gebohrnen, und Hoch-gelahrten Herrn, Herrn Clemens Friederich Knackrüggen Sr. Königl. Maj. in Preussen Hochverordneten Justitiae Directoris, Wie auch Höchst-meritirten ersteren und ältesten Bürger-Meisters bey dem hiesigen Hoch-löblichen Stadt-Regiment zu Gardelegen Im Leben sehr lieb-gewesenen Eintzigen Herrn Sohnes An dem ersten Sontage in der Fasten, Esto Mihi genannt, 1723. des Abends in seine Grufft mit Christ-üblichen Ceremonien gesencket ward, In dem Trauer-Hause bey vornehmer Versamlung und ansehnlichen Geleite gehalten. Göttingen Niedersächsische Staats- und Universitätsbibliothek [2016] (Digitalisat).
- Altmärkisch- und Prignitzisches Neu-eingerichtetes Gesang-Buch, Darinnen sowol die ältesten des sel. D. Lutheri und anderer erleuchteten Gottes-Männer, Als auch einige Neue Geistreiche Gesänge befindlich, zum Gebrauch der Kirchen, bey dem öffentlichen Gottes-Dienst, besonders in der Alten Mark und Prignitz, eingerichtet, mit allem Fleiß und guter Ordnung zusmamen getragen, und mit einem Gebet-Büchlein samt den gewöhnl. Collecten, wie auch sechsfachem Register und einer Erklärung einiger fremden und unbekandt gewordenen deutschen Wörter, versehen. Nebst einer Vor-Rede D. Johann Christoph Meurers. Marburg Universitätsbibliothek 2017.
- Briefe: 2 kirja J. Baumgarten`ile